# Parti socialiste communiste
 (mars 2023).

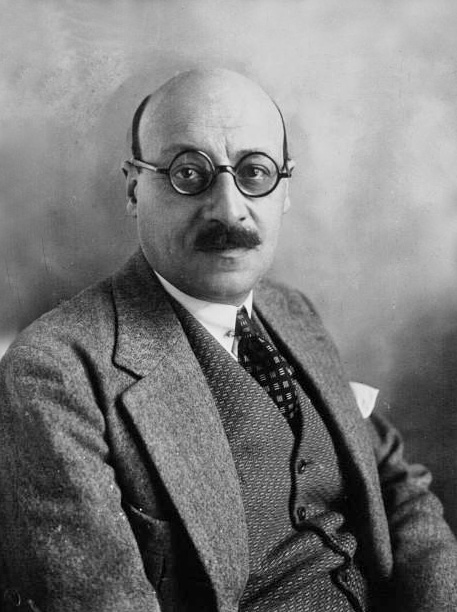
Frossard, député (Martinique).

Le Parti socialiste communiste (PSC) était un  parti politique créé par des scissionnaires du Parti communiste (PC, actuel Parti communiste français).
Le Parti socialiste communiste est créé en 1923 ou 1924 sous le nom d'Union socialiste-communiste (USC) par fusion de deux petits groupes scissionnaires du Parti communiste :
- Le Parti communiste unitaire (PCU) créé en 1923 par Ludovic-Oscar Frossard, premier secrétaire général du PC jusqu'en janvier 1923, qui avait dû quitter le parti en raison de son appartenance à la franc-maçonnerie.
- L'Union fédérative socialiste ou Union fédérative des travailleurs socialistes révolutionnaires, créé en décembre 1922 par un groupe d'exclus du PC : , Raoul Verfeuil, Pierre Brizon, Albert Mathiez, Henri Sellier.

Simon Sabiani, qui dirige la Fédération Communiste Autonome des Bouches du Rhône, c'est-à-dire l'organisation locale des membres exclus par le PC en mars 1923, ce qui représente environ la moitié des membres de la fédération départementale du PCF, fusionne sa fédération au sein de l'Union Socialiste-Communiste. Il continue alors de développer une certaine solidarité avec les communistes, que ce soit aux élections ou face à la répression, développant un discours marxiste dénonçant la "rigidité bureaucratique" du PC et la "trahison de droite" de la SFIO. Ses méthodes clientélistes et opportunistes finirent par lui causer l'opposition du PSC devenu PUP en 1930-1931 et Sabiani fit alors alliance avec la droite à partir de 1932, adoptant un discours patriotique et anti-communiste viscéral, avant de rejoindre le PPF en 1936, suivi par la grande majorité de ses milliers de partisans marseillais (on lui compte alors environ 2 000 nervis issus du milieu), à l'exception de son second Pierre Ferri-Pisani qui représenta le PUP contre lui.
En 1927, l'Union socialiste-communiste se transforme en Parti socialiste communiste.
En 1930, le PSC fusionne avec le Parti ouvrier et paysan au sein du Parti d'unité prolétarienne qui rejoindra la Section française de l'Internationale ouvrière en 1937.

## Personnalités du PSC
- Paul-Louis (1872-1955)
- Henti Toti (1882-1950) (syndicaliste révolutionnaire)
- Simon Sabiani (1888-1956) (futur PPF)
- Alexandre Bachelet (1866-1945)
- Ernest Lafont, (1879-1946), député de la Loire (membre de 1923 à 1927)
- Jean Minjoz (1904-1987)
- André Morizet (membre de 1923 à 1927)
- Ludovic-Oscar Frossard (1889-1946), député-maire de Ronchamp, en Haute-Saône
- Henry Torrès

## Sources
- biosoc.univ-paris1.fr